# Kruistocht van Almería
De Kruistocht van Almería was een strijd in 1147 tussen de kruisvaarderscoalitie bestaande uit het koninkrijk Castilië, het koninkrijk Aragon, de republiek Pisa en de republiek Genua gericht tegen de Almoraviden in Almería. Uiteindelijk gaven de Almoraviden zich over aan de geallieerde kruisvaarders.
Tegelijkertijd met het begin van de nieuwe golf van kruistochten probeerde koning Alfons VII van León en Castilië, net als de graaf van Portugal, de uitbreiding van zijn grondgebied te koppelen aan de Heilige Oorlog. Hij stelde de kruisvaarders voor om de haven van Almería in het zuiden van Iberië aan te vallen. Om de kruisvaarders, vooral de Genuezen, ervan te overtuigen om aan de oorlog deel te nemen, bood hij, naast spirituele concessies, aanzienlijke commerciële en financiële concessies aan. Met instemming van de kruisvaarders begon de belegering van Almería in juli 1147 en na twee maanden van verzet werd de stad bezet en veroverd door de kruisvaarders.